# Las Vegas (Mendoza)
Las Vegas, es una localidad argentina ubicada en el distrito Potrerillos, departamento Luján de Cuyo, provincia de Mendoza. Se encuentra a la vera de la ruta provincial 89, la cual constituye su principal vía de comunicación vinculándola al norte con Potrerillos y al sur con Tupungato.
Se desarrolla a lo largo de la quebrada del río Blanco, en una zona turística de alto crecimiento. Las Vegas es el principal aglomerado de la zona, funcionando como un centro de servicios de las distintas localidades. Con un 43% de viviendas con ocupación permanente es la localidad con mayor cantidad de ocupantes permanentes. Asimismo también hay un alto porcentaje de casas de fin de semana, potenciado por la diversidad de servicios.
En su infraestructura se cuenta una escuela primaria, posta sanitaria, almacenes varios y un centro cultural.